# Cytota
Cytota ("vida com células") é um clado a que pertencem todos os seres vivos celulados: Bacteria, Archaea e Eukarya. O único domínio não pertencente a esse grupo é Aphanobionta (os vírus) que é denominado, por contraste, Acytota.

## Taxonomia
- Série Cytota
  - Domínio Bacteria
    - Reino Eubacteria

  - Domínio Archaea
    - Reino Archaebacteria

  - Domínio Eukaryota
    - Reino Archaeplastida
    - Reino Chromalveolata
    - Reino Rhizaria
    - Reino Excavata
    - Reino Amoebozoa
    - Reino Fungi
    - Reino Animalia